# شبکه‌های موردی و حسگر بی‌سیم
شبکه‌های موردی و حسگر بی‌سیمزیر شاخه‌ای از شبکه‌های بی‌سیم است و خود نیز دارای چندین زیر شاخه است. انجمن‌های متعددی در این زمینه وجود دارند که برخی تنها در یکی از زیر شاخه‌ها و برخی هم در چندین زیر شاخه مشغول به فعالیت هستند.

## مقدمه‌ای بر شبکه حسگر بی‌سیم
یک شبکه حسگر بی‌سیم از تعداد زیادی گره‌های حسگر تشکیل شده‌است که با تراکم بالا داخل پدیده‌ای که مورد نظر است یا بسیار نزدیک به آن استقرار داده می‌شود. مکان گره‌های حسگر نیازی به تعیین و تنظیم قبلی ندارند. این ویژگی امکان استقرار این نوع گره‌ها را به صورت کاملاً تصادفی در مکان‌های غیرقابل دسترسی یا خطرناک ایجاد می‌کند. از سوی دیگر، این ویژگی نیاز به در نظر گرفتن قابلیت خود پیکربندی را در پروتکل‌ها و الگوریتم‌های مختص این شبکه‌ها مطرح می‌کند. ویژگی دیگر شبکه‌های حسگر تلاش جمعی گره‌های حسگر است. گره‌های حسگر مجهز به یک پردازنده ساده هستند تا بجای ارسال داده خام دریافت شده از محیط، پردازش مختصری بر روی داده‌ها انجام دهند و محاسبات محلی را تنها به کمک گره‌های نزدیک خود انجام دهند. این عمل یعنی ارسال داده‌های کم‌تعداد ضروری و پردازش شده بجای ارسال داده‌های خام و متعدد هم باعث کاهش ترافیک شبکه می‌شود و هم باعث می‌شود عملیات امتزاج داده بهتر و ساده‌تر صورت گیرد. ویژگی‌های تعریف شده در قسمت قبل امکان ایجاد طیف وسیعی از کاربردها را برای این نوع شبکه فراهم می‌کند. برخی از کاربردهای ممکن کاربردهای مرتبط با بهداشت، مسایل نظامی و خانه‌های هوشمند می‌باشند. به‌طور نمونه، در مسایل ویژگی‌های قابلیت خود پیکربندی، استقرار سریع و تحمل خطا شبکه‌های حسگر را برای سیستم‌های نظامی اعمال دستور، کنترل، ارتباطات، محاسبات، هوشمندی، مراقبت، شناسایی و هدف گیری بسیار مناسب می‌نماید. در کاربردهای بهداشت، شبکه‌های حسگر می‌توانند برای مراقبت از بیماران و کمک به بیماران دارای ناتوانی جسمی به کار گرفته شوند. برخی کاربردهای تجاری دیگر شامل مدیریت انبار، نظارت بر کیفیت محصولات و نظارت بر مناطق حادثه خیز می‌باشند. در اکثر موارد شبکه‌های حسگر برای تبادل داده از ارتباطات بی‌سیم بهره می‌برند و دلیل آن وسعت حوزه کاربردها و سادگی استفاده آن بدون ایجاد زیر ساخت اختصاصی می‌باشد.
از شبکه‌های حسگر بی‌سیم با نماد WSN یاد می‌شود. در سال‌های اخیر شبکه‌های WSN به دلیل پیچیدگی و وسعت زمینه پژوهش، غالب پژوهش‌ها در حوزه شبکه‌های حسگر را به خود اختصاص داده‌اند. درک کاربردهای شبکه‌های حسگر بی‌سیم نیاز به شناخت تکنیک‌های شبکه سازی ادهاک بی‌سیم دارد. اگر چه پروتکل‌ها و الگوریتم‌های متعددی برای شبکه‌های ادهاک بی‌سیم ارائه شده‌اند، آن‌ها به‌طور کامل مناسب ویژگی‌ها و نیازمندی‌های کاربردهای شبکه‌های حسگر نیستند. تفاوت‌های اصلی بین شبکه‌های حسگر و ادهاک عبارتند از:
- در شبکه‌های حسگر تعداد گره‌ها می‌تواند چندین برابر یک شبکه ادهاک باشد.
- گره‌های حسگر بسیار مستعد خرابی هستند.
- توپولوژی شبکه‌های حسگر به سرعت تغییر می‌کند.
- گره‌های حسگر اغلب از مدل ارتباطی همه پخشی استفاده می‌کنند در حالی که ارتباطات در شبکه‌های ادهاک معمولاً مبتنی بر مدل ارتباطی نقطه به نقطه است.
- گره‌های حسگر معمولاً در میزان حافظه، توان محاسباتی و انرژی محدود هستند.
- گره‌های حسگر معمولاً به دلیل تعداد زیاد حسگرها و ایجاد سربار زیاد فاقد شناسه سراسری می‌باشند.

در سال‌های اخیر اغلب پژوهشگران سعی در توسعه روش‌هایی برای برطرف کردن این نیازمندیها داشته‌اند.
ادامه این پایان‌نامه به صورت زیر تنظیم شده‌است: در قسمت دوم به بررسی کامل امر پوشش در شبکه‌های حسگر که می‌بایست در طراحی‌ها لحاظ شود، خواهیم پرداخت. در قسمت سوم به بررسی الگوریتم‌های ممکن در پوشش شبکه حسگر بی‌سیم پرداخته‌ایم.

### ویژگی‌های طراحی
گره‌های حسگر معمولاً در یک حوزه حسگر پراکنده می‌شوند. همگی این گره‌ها قابلیت جمع‌آوری داده و ارجاع آن به گره چاهک یا ایستگاه پایه را دارا می‌باشند. داده‌های جمع‌آوری شده با استفاده از یک معماری بدون زیر ساختار چند گامی به سمت گره چاهک ارسال می‌شوند. گره چاهک ممکن است با استفاده از اینترنت یا ماهواره به گره مدیر کار متصل شده باشد. طراحی شبکه‌های حسگر نمایش داده شده‌است، از چندین فاکتور اصلی زیر تأثیر می‌پذیرد:
- تحمل خرابی
- مقیاس پذیری
- هزینه تولید
- محیط اجرا
- توپولوژی شبکه‌های حسگر
- محدودیت‌های سخت‌افزاری
- رسانه انتقال و مصرف انرژی
- معماری لایه‌ای

### تحمل پذیری خطا
برخی از گره‌های حسگر ممکن است به دلایل کمبود انرژی، آسیب فیزیکی یا تداخلات محیطی از کار بیفتد. این خرابی‌ها گره‌های حسگر نباید تأثیری در عملکرد کلی شبکه حسگر داشته باشد. این مبحث همان قابلیت اطمینان یا تحمل خطاست. تحمل خطا توانایی فعال نگه داشتن شبکه حسگر بدون هیچ وقفه‌ای به دلیل خرابی گره‌های حسگر می‌باشد.
در]۲[ تحمل خطا یا قابلیت اطمینان با توزیع پواسون در بازه (۰,t) مدل شده‌است:
Rk(t) = e–λkt
که در آن λk نرخ خرابی برای گره k ام و t پریود زمانی است.

### مقیاس پذیری
تعداد گره‌های حسگر استقرار داده شده برای مطالعه یک پدیده ممکن است از مرتبه صدها یا هزارها باشد. بسته به نوع کاربرد این تعداد ممکن است به چندین میلیون هم ارتقا پیدا کند. یک روش کامل باید قابلیت کار با این تعداد گره را فراهم کند. روش ارائه شده همچنین می‌بایست تراکم بالای شبکه‌های حسگر را مورد بهره‌برداری قرار دهد. این تراکم یا چگالی می‌تواند شامل استقرار چند تا چند صد گره حسگر در یک ناحیه با شعاع حدود ۱۰ متر شود. تراکم (α) می‌تواند به صورت زیر محاسبه شود:
α(R) = (N. π R2) / A
که در آن N تعداد گره‌های پراکنده شده در ناحیه A و R طیف رادیویی انتقال هر گره می‌باشد. در حقیقت α(R) متوسط تعداد گره‌های قرار گرفته در شعاع انتقال هر گره را در ناحیه A را بیان می‌کند.

### هزینه تولید
به دلیل آنکه شبکه‌های حسگر شامل تعداد زیادی از گره‌های حسگر می‌باشند، هزینه یک گره منفرد برای توجیه اقتصادی هزینه کل شبکه بسیار مهم است. اگر هزینه شبکه حسگر بسیار گران‌تر از استقرار حسگرهای سنتی باشد آنگاه این شبکه توجیه اقتصادی نخواهد داشت. در نتیجه، هزینه هر گره منفرد می‌بایست پائین نگه داشته شود. تکنولوژی بسیار پیشرفته امروزی اجازه تولید سیستم‌های رادیویی بلوتوث با هزینه کمتر از ۱۰ دلار آمریکا را فراهم کرده‌است. این هزینه بسیار شگفت‌انگیز است اما باز هم برای امکان‌پذیر بودن توسعه و استقرار شبکه‌های حسگر هزینه هر گره می‌بایست سعی شود هزینه هر گره منفرد به کمتر از یک دلار کاهش یابد.

### محدودیت‌های سخت‌افزاری
یک گره حسگر از چهار جزء اصلی تشکیل شده‌است: واحد احساس، واحد پردازش، واحد فرستنده - گیرنده و واحد نیرو. همچنین این گره‌ها ممکن است شامل اجزای اضافی دیگری مختص کاربردهای خاص مانند سیستم یافتن مکان، تولیدکننده نیرو و جابجاکننده باشند.
واحد احساس معمولاً شامل دو زیر قسمت می‌شود: حسگرها و مبدل آنالوگ به دیجیتال (ADC) سیگنال‌های آنالوگ تولید شده توسط حسگرها بعد از احساس و دریافت یک پدیده از محیط توسط ADC به سیگنال دیجیتال تبدیل و سپس به واحد پردازش ارائه می‌شود. واحد پردازش، که معمولاً شامل حافظه کوچکی نیز می‌باشد، مدیریت و اجرای پروسه‌های ارتباطی که در نظر گرفته شده در هر گره جهت ارتباط با سایر گره‌ها و انجام وظایف تخصیص داده شده را به عهده دارد. واحد فرستنده - گیرنده نیز گره را به شبکه متصل می‌نماید.
یکی از اجزای بسیار مهم در گره حسگر واحد نیرو است. واحد نیرو ممکن است شامل یک واحد تولید یا بازیافت نیرو مثل سلول‌های خورشیدی باشد. اجزای دیگری نیز که وابسته به کاربرد هستند وجود دارند. به‌طور نمونه بسیاری از تکنیک‌های مسیریابی در شبکه‌های حسگر نیازمند اطلاع از مکان خویش و گره‌های مجاور با دقت بالا می‌باشند؛ بنابراین، قابل توجیه خواهد بود که در صورت نیاز کاربرد، هر گره حسگر شامل یک سیستم یافتن مکان نیز باشد. در برخی از کاربردها نیز ممکن است یک جابجاکننده برای جابجا کردن گره‌های حسگر در جهت انجام وظیفه تخصیص داده شده، مورد استفاده قرار گیرد.
معمولاً همه این اجزا می‌بایست داخل یک بسته به اندازه یک قوطی کبریت جا داده شود. در برخی موارد اندازه مورد نیاز ممکن است در حد یک مکعب مربع یک سانتیمتری باشد که حتی ممکن است آنقدر سبک باشد که امکان معلق ماندن در هوا را هم داشته باشد. جدا از اندازه، برخی محدودیت‌های دشوار سخت‌افزاری دیگر در شبکه‌های حسگر وجود دارند. این گره‌ها می‌بایست مصرف نیروی به شدت پائین داشته باشند، توانایی عمل در در حالتهای استقرار با تراکم بالا را دارا باشند، هزینه تولید آن‌ها بسیار کم باشد، خود مختار باشند، بدون نیاز به نظارت خارجی عمل کنند و سازگار با محیط خود باشند.
در اغلب گره‌های حسگر موجود سه واحد کاری خط چین شده به صورت تخصیص داده شده می‌باشند. امروزه اغلب پروتکل‌های ارائه شده معمولاً یک یا همگی این سه فاکتور را دارا می‌باشند. زیرا به نوعی محدودیت‌های شبکه حسگر بی‌سیم را نامحسوس تر می‌نمایند.

### توپولوژی شبکه‌های حسگر
در شبکه‌های حسگر معمولاً چند صد تا چند هزار گره در یک حوزه حسگر پراکنده شده‌اند. آن‌ها در فاصله چند فوتی از یکدیگر قرار گرفته‌اند و تراکم گره‌ها می‌تواند تا ۲۰ گره در متر مکعب باشد. این تراکم بالا نیازمند اداره دقیق توپولوژی می‌باشد. سه مرحله در پشتیبانی توپولوژی و تغییر آن عبارتند از:
- مرحله پیش از استقرار و استقرار: گره‌های حسگر می‌توانند به صورت توده‌ای در محیط پراکنده شوند یا به صورت دانه به دانه چیده شوند. آن‌ها می‌توانند به وسیلهٔ یک هواپیما یا راکت به صورت توده‌ای و تصادفی یا دانه به دانه توسط انسان یا ربات استقرار داده شوند.
- مرحله بعد از استقرار: بعد از استقرار، ممکن است به دلیل تغییر در مکان گره‌های حسگر، قابلیت دسترسی (به دلیل نویز، موانع متحرک و …) یا میزان انرژی، خراب کار کردن گره‌ها و توپولوژی تغییر یابد.
- مرحله استقرار مجدد گره‌های اضافی: گره‌های حسگر اضافی می‌توانند در هر زمانی برای جایگزینی گره‌های خراب یا اعمال تغییرات پویا در نحوه اجرای کار استقرار داده شوند.

### محیط عمل
گره‌های حسگر با تراکم بالا درون پدیده مورد بررسی یا بسیار نزدیک به آن استقرار داده می‌شوند؛ بنابراین، می‌بایست توانایی عمل به صورت خود مختار و بدون نیاز به کنترل در نواحی جغرافیایی دور را دارا باشند. محیط عمل در شبکه‌های حسگر ممکن است داخل یک ماشین بزرگ در انتهای اقیانوس، یک ناحیه آلوده شده شیمیایی یا بیولوژیکی، پشت خطوط دشمن در میدان جنگ و یک خانه یا ساختمان بزرگ باشد.

### رسانه انتقال
در یک شبکه حسگر چند گامی، گره‌های ارتباطی به وسیلهٔ یک رسانه بی‌سیم به هم متصل می‌شوند. این اتصالات می‌توانند به وسیلهٔ رادیو، مادون قرمز یا رسانه نوری صورت گیرد. برای ایجاد قابلیت بکارگیری این نوع شبکه‌ها در سراسر دنیا، رسانه انتقال انتخاب شده می‌بایست در تمام دنیا موجود و در دسترس باشد. اغلب مدارات موجود امروزی مبتنی بر امواج رادیویی هستند. حالت دیگر برای ارتباطات میان گره‌ای در شبکه‌های حسگر مادون قرمز است. ارتباطات مادون قرمز نیازمند مجوز نیستند و در مقابل تداخل وسایل الکترونیکی مقاوم هستند. همچنین گیرنده و دریافت کننده‌های مادون قرمز برای تولید ساده‌تر و ارزان‌تر هستند. نوع دیگر ارتباطات یعنی رسانه نوری در پروژه ذره‌های غبار هوشمند استفاده شده‌است که یک سیستم احساس، محاسبه و ارتباط خود مختار می‌باشد. هم ارتباط مادون قرمز و هم رسانه نوری نیازمند خط دید می‌باشند.

### مصرف انرژی
گره‌های حسگر بی‌سیم که با استفاده از قطعات میکرو الکترونیک ساخته شده‌اند تنها با منبع نیروی محدودی می‌توانند تجهیز شوند (معمولاً ۱٫۲V,<0.۵Ah) در برخی از کاربردها شارژ یا تعویض منابع نیرو غیرقابل انجام است بنابراین، طول عمر گره حسگر بستگی زیادی به عمر باتری آن دارد. در یک شبکه حسگر، مشابه شبکه‌های ادهاک هر گره بسته به زمان هم نقش تولیدکننده داده و هم نقش مسیریاب را ایفا می‌کند. خرابی یا از کار افتادن تعداد اندکی از گره‌ها می‌تواند باعث ایجاد تغییرات قابل توجه در توپولوژی شبکه و نیاز به مسیریابی مجدد بسته‌ها یا سازماندهی مجدد شبکه شود؛ بنابراین، ذخیره نیرو و مدیریت نیرو اهمیت مضاعف پیدا می‌کند. از این رو، تاکنون پروتکل‌های آگاه نسبت به نیروی بسیاری توسط پژوهشگران پیشنهاد شده‌است. وظیفه اصلی یک گره حسگر در یک حوزه حسگر احساس محیط و کشف وقایع آن، انجام عملیات سریع محلی و پردازش اولیه داده‌ها و ارسال داده نهایی است. در نتیجه، مصرف نیرو می‌تواند به سه قسمت تقسیم شود که عبارتند از احساس، پردازش داده و ارتباط که بیشترین مصرف را بخش ارتباطات دارا می‌باشد؛ لذا اغلب پژوهشگران به دنبال کاهش دفعات ارتباط و خاموش کردن قسمت فرستنده – گیرنده گره‌های حسگر در زمان‌های بی‌کاری به عنوان راهکاری برای کاهش مصرف انرژی در گره‌ها و در نتیجه افزایش طول عمر مفید شبکه حسگر بوده‌اند.

## معماری
در این قسمت به بررسی معماری و پشته پروتکل پیشنهادی برای شبکه‌های حسگر می‌پردازیم.

### پشته پروتکل در شبکه‌های حسگر
پشته پروتکل مورد استفاده در گره‌های حسگر و گره ویژه چاهک آگاهی نیرو و مسیریابی را ترکیب می‌کند، داده را با پروتکل‌های شبکه سازی یکپارچه می‌کند، ارتباطات مؤثر و بهینه از نظر نیرو در رسانه بی‌سیم ایجاد می‌کند و تلاش جمعی گره‌های حسگر را بهبود می‌بخشد. این پشته شامل لایه فیزیکی، لایه پیوند داده، لایه شبکه، لایه انتقال، لایه کاربرد و سه لایه مدیریتی طر ح مدیریت نیرو، طرح مدیریت جابجایی و طر ح مدیر ت کار می‌باشد. لایه فیزیکی وظیفه تعیین نوع مدولاسیون و انجام آن، و بکارگیری تکنیک‌های دریافت و ارسال ساده اما استوار را بر عهده دارد. به دلیل وجود نویز در محیط و قابلیت جابجایی گره‌های حسگر، لایه کنترل در شبکه‌های حسگر می‌بایست آگاه به نیرو و قادر به کمینه کردن برخورد با همه (MAC) دسترسی به رسانه پخشی‌های گره‌های مجاور باشد. لایه شبکه وظیفه مسیریابی داده تهیه شده توسط لایه انتقال را به عهده دارد. لایه انتقال نیز به برقراری جریان داده مورد نیاز هر کاربرد کمک می‌کند. بسته به نوع گره‌ها و توانایی‌های آن‌ها در احساس محیط، انواع مختلفی از کاربردها نیز می‌توانند ساخته و در لایه کاربرد استفاده شوند. بعلاوه، طرح‌های مدیریت نیرو، جابجایی و کار، حرکت و توزیع کار میان گره‌های حسگر را مورد نظارت قرار می‌دهند. این طرح‌ها باعث همکاری گره‌ها در کار و به صورت کلی باعث کاهش مصرف نیرو می‌شوند. طرح مدیریت نیرو چگونگی استفاده گره حسگر از نیرویش را مدیریت می‌کند. برای نمونه، گره حسگر می‌تواند بعد از دریافت پیامی از گره‌های مجاور خود قسمت دریافت خود را خاموش کند. این عمل باعث عدم دریافت پیغام‌های تکراری چند مسیری می‌شود. همچنین وقتی سطح نیروی موجود در یک گره پائین باشد، گره حسگر به همه گره‌های مجاور خود اعلام می‌کند که انرژی کمی دارد و نمی‌تواند در مسیریابی پیغام‌ها شرکت کند. انرژی باقی‌مانده گره حسگر نیز برای احساس محیط استفاده می‌شود. طرح مدیریت جابجایی حرکت گره حسگر را تشخیص و ثبت می‌کند و به کاربر اعلام می‌کند و این کار باعث می‌شود که گره‌های حسگر بتواند در هر لحظه تشخیص دهند در مجاورت آن‌ها چه گره‌هایی وجود دارند. با اطلاع از اینکه چه گره‌های حسگری در همسایگی وجود دارند، گره‌ها می‌توانند بین نیرو و کار تخصیص داده شده به آن‌ها تعادلی برقرار کنند.
طرح مدیریت کار وظیفه احساس یک ناحیه خاص را زمان‌بندی و متعادل می‌کند. لزومی ندارد که همه گره‌های قرار گرفته در یک ناحیه وظیفه احساس محیط را به‌طور همزمان انجام دهند. در نتیجه، برخی حسگرها بسته به سطح نیرویشان بیشتر از سایرین در اجرای یک کار مشارکت می‌کنند. این طرح‌های مدیریتی پیشنهاد شده برای همکاری مؤثر از نظر انرژی میان گره‌ها، مسیریابی داده‌ها در یک شبکه حسگر متحرک و به اشتراک گذاری منابع میان گره‌های حسگر مورد نیاز است.
در ادامه این بخش به ارائه توضیحات بیشتر در مورد هر لایه از پشته پروتکل شبکه‌های حسگر می‌پردازیم.

#### لایه فیزیکی
در شبکه‌های حسگر لایه فیزیکی مسئول انتخاب فرکانس، ایجاد فرکانس حامل، کشف سیگنال، شبکه مدولاسیون و رمزنگاری داده است.. تا اکنون، باند فرکانسی ۹۱۵ مگاهرتز ISM به صورت گسترده برای شبکه‌های حسگر پیشنهاد و استفاده شده‌است. تولید فرکانس و کشف سیگنال بیشتر مختص طراحی‌های سطح پائین در سخت‌افزار و فرستنده – گیرنده می‌باشد؛ بنابراین در حوزه این پایان‌نامه قرار نمی‌گیرد. در ادامه‌ای بخش تمرکز ما بر روی تأثیرات انتشار سیگنال، راندمان نیرو و تمهیدهای مدولاسیون در شبکه‌های حسگر خواهد بود.
بسیار بدیهی است که برقراری ارتباطات فواصل دور بی‌سیم هم به جهت انرژی و هم به جهت پیچیدگی بسیار پر هزینه است. در طراحی لایه فیزیکی در شبکه‌های حسگر در نظر گرفتن کمینه کردن مصرف انرژی، اهمیت قابل توجهی حتی بیشتر از تأثیرات محو شدن و انتشار را به خود اختصاص می‌دهد. به‌طور کلی، میزان حداقل نیروی مورد نیاز برای ارسال یک سیگنال در فاصله مفروض d نسبتی از dn می‌باشد که ۲ <= n <۴.
توان n در شبکه‌های با آنتن‌های نزدیک سطح زمین و کم ارتفاع نزدیک به ۴ است. این ویژگی می‌تواند به دلیل حذف جزئی سیگنال به وسیله اشعه بازتاب شده از زمین باشد.
ارتباط چند گامی در یک شبکه حسگر می‌تواند به‌طور مؤثری بر تأثیرات در سایه قرار گرفتن و گم کردن مسیر غلبه کند اگر تراکم استقرار گره‌ها به حد کافی بالا باشد. به‌طور مشابه، هنگامی که تلفات انتشار و ظرفیت کانال قابلیت اطمینان داده را محدود می‌کنند، این حقیقت می‌تواند برای استفاده مجدد از فرکانس فضایی بکار گرفته شود. تا کنون چند راه حل مؤثر از نظر نیرو برای لایه فیزیکی ارائه شده‌است اما به نظر می‌رسد هنوز تا رسیدن به روش‌های اختصاصی و سازگار با شرایط شبکه‌های حسگر فاصله داریم. به‌طور نمونه مقایسه میان تمهیدهای مدولاسیون دودویی و m تایی نشان داده است که مدولاسیون m تایی با ارسال چندین بیت بر روی یک نشانه، باعث کاهش تبادلات می‌شود در حالیکه نیازمند مصرف انرژی بالاتر و مدارات پیچیده‌تر است. این موازنه میان پارامترها نشان می‌دهد در محیط‌های با شرایط نیرویی دشوار، مدولاسیون دودویی از نظر انرژی بسیار مؤثرتر است. این معماری با انرژی پائین می‌تواند به یک تکنولوژی مدار مجتمع ویژه کاربرد (ASIC) برای دستیابی به راندمان بالاتر در آینده نگاشت داده شود.
اخیراً سیگنال‌های بسیار باند پهن UWB به دلیل مصرف انرژی پائین و مدار ساده برای قسمت فرستنده – گیرنده به عنوان کاندید بسیار مناسبی در شبکه‌های حسگر به ویژه برای کاربردهای داخلی معرفی شده‌اند. UWB از انتقال باند پایه بهره می‌برد و بنابراین نیازمند هیچ فرکانس حامل رادیویی و واسط نمی‌باشد. از ویژگی‌های اصلی این تکنولوژی می‌توان به گریز از پدیده چند مسیری اشاره کرد.

#### لایه پیوند داده
لایه پیوند داده مسئول مالتی پلکس کردن جریان داده، تشخیص فریم‌های داده، کنترل رسانه و کنترل خطا می‌باشد. این لایه ایجاد اتصالات قابل اطمینان نقطه به نقطه و نقطه به چند نقطه را در یک شبکه ارتباطی تضمین کند. در ادامه به بررسی این لایه در شبکه‌های حسگر می‌پردازیم.
کنترل دسترسی به رسانه- پروتکل MAC در یک شبکه حسگر چند گامی و خود سازمان دهنده بی‌سیم می‌بایست دو هدف را برآورده کند. هدف اول ایجاد یک زیر ساختار برای شبکه می‌باشد. به دلیل آنکه هزاران گره حسگر با تراکم بالا در یک حوزه حسگر پراکنده شده‌اند، لایه MAC می‌بایست پیوندهای ارتباطی برای انتقال داده برقرار کند. با این روش زیرساختار اولیه مورد نیاز برای ارتباط گام به گام شکل می‌گیرد و قابلیت خود سازماندهی را به شبکه حسگر می‌دهد. هدف دوم به اشتراک گذاشتن عادلانه و مؤثر منابع میان گره‌های حسگر می‌باشد.
دلایل عدم کارایی مناسب پروتکل‌های MAC موجود در شبکه‌های حسگر:
همان‌طور که در قسمت‌های قبلی تأکید شد، پروتکل‌ها و الگوریتم‌های جدید که برای شبکه‌های نوظهور حسگر ارائه می‌شوند می‌بایست توانایی کلنجار رفتن با محدودیت‌های منابع و نیازمندی‌های کاربردهای شبکه‌های حسگر را دارا باشند.

#### لایه شبکه
گره‌های حسگر با تراکم بالا داخل یا بسیار نزدیک به پدیده‌ای که می‌بایست بررسی شود، استقرار داده می‌شوند. همان‌طور که در قسمت‌های قبل گفته شد، پروتکل‌های مسیریابی بی‌سیم چند گامی ویژه‌ای برای این دسته از شبکه‌ها مورد نیاز است. به دلایل ذکر شده در قسمت‌های قبل روش‌های مسیریابی سنتی مورد استفاده در شبکه‌های Ad Hoc نمی‌توانند به‌طور کامل نیازهای شبکه‌های حسگر را برآورده کنند. لایه شبکه در شبکه‌های حسگر معمولاً با توجه به موارد زیر طراحی می‌شود:
- راندمان نیرو همیشه یک نکته بسیار مهم قلمداد می‌شود.
- شبکه‌های حسگر اغلب داده- محور هستند.
- جمع‌آوری داده تنها زمانی مفید است که مانع تلاش جمعی گره‌های حسگر نباشد.
- یک شبکه حسگر ایدئال می‌بایست آدرس دهی مبتنی بر صفات و آگاهی نسبت به مکان داشته باشد.

مسیرهای مؤثر از نظر انرژی می‌توانند بر مبنای نیروی در دسترس (PA) در گره‌ها یا انرژی مورد نیاز (α) برای انتقال از مسیر میان گره‌ها شناخته شوند.
مسیر مناسب از نظر راندمان انرژی به وسیلهٔ یکی از رویکردهای زیر می‌تواند انتخاب شود:
مسیر با بیشینه (PA): مسیری که در مجموع بیشترین PA را دارا است انتخاب می‌شود. مجموع PAهای یک مسیر با جمع کردن همه PAهای گره‌های واقع در یک مسیر بدست می‌آید.
مسیر با کمینه انرژی (ME):
در این رویکرد مسیری انتخاب می‌شود که کمینه انرژی مورد نیاز برای انتقال بسته‌های داده بین گره‌های حسگر وSink را داراست.
مسیر دارای کمینه گام (MH): در این رویکرد مسیری که کمترین گام را تا رسیدن به گره چاهک می‌پیماید ترجیح داده می‌شود.
مسیر بیشینه کمینه PA:
مسیری که در آن کمینه PA بزرگتر از کمینه PA مسیرهای دیگر است، ترجیح داده می‌شود.
مبحث مهم دیگر آنست که مسیریابی ممکن است مبتنی بر رویکرد داده- محور باشد. در مسیریابی داد- محور، برای تخصیص وظیفه احساس پدیده‌ها به گره‌ها تقاضای انتشار انجام می‌شود.
دو روش برای اعمال تقاضای انتشار وجود دارد:
گره چاهک تقاضا را ارسال می‌کند، یا اینکه گره‌ها اعلانی را برای داده در دسترسی خود همه پخشی می‌کنند و منتظر دریافت درخواست برای داده‌های خود از سوی گره‌های علاقه‌مند به دریافت آن‌ها می‌مانند.
مسیر یابی‌های داده - محور نیاز به نامگذاری مبتنی بر صفات دارد. برای نامگذاری مبتنی بر صفات، کاربران بیشتر علاقه‌مند به ارائه پرسش در مورد صفتی از یک پدیده می‌باشند تا ارائه پرسشی از یک گره مجزا.
برای نمونه، " ناحیه‌ای که دمای بالای ۱۰ درجه فارنهایت دارد؟" پرسش معمول تری از " دستور خواندن دما از گره معین" است. نامگذاری مبتنی بر صفات امکان ارائه پرسش در مورد صفات خاصی از پدیده مورد ارزیابی را ممکن می‌سازند. نامگذاری مبتنی بر صفات همچنین همه پخشی، چند پخشی مبتنی بر صفات، پخش مبتنی بر ناحیه جغرافیایی و پخش برای همه را ممکن می‌سازد. جمع‌آوری داده یکی از تکنیک‌های استفاده شده برای حل مسایل همپوشانی و حجم بالای اطلاعات در مسیریابی داده- محور می‌باشد.
در این تکنیک، یک شبکه حسگر معمولاً به صورت یک درخت چند پخشی برعکس فرض می‌شود که در آن گره چاهک از سایر گره‌های حسگر وضعیت پدیده را سؤال می‌کند. داده دریافت شده از سوی چندین گره در صورتی که در مورد همان صفت درخواست شده باشد، در هر قسمت که به یک گره در طی مسیر می‌رسد، جمع‌آوری می‌شود و روی هم ریخته می‌شود. برای نمونه، گره حسگر E داده‌های دریافت شده از سوی گره‌های A و B و گره F اطلاعات دریافت شده از گره‌های C و D را روی هم می‌ریزد. جمع‌آوری داده می‌تواند به عنوان مجموعه‌ای از روش‌های اتوماتیک ترکیب داده از داده‌های دریافت شده از چندین گره در قالب چند دسته از داده‌های با معنی و هدف دار باشد. از این جنبه، جمع‌آوری داده را می‌تواند به معنی امتزاج داده نامید]۴[. همچنین، در حین این پروسه باید توجه شود که اطلاعات ویژه مثل محل گره‌های حسگر گزارش دهنده صفات، دور انداخته نشوند چرا که ممکن است برخی از کاربردها به آن نیاز داشته باشند. یکی دیگر از عملیات مهم و کلیدی در لایه شبکه تهیه یک رابط بین شبکه‌ای  برای ارتباط با شبکه‌های بیرونی مثل شبکه‌های حسگر دیگر، سیستم‌های کنترل و فرمان و اینترنت می‌باشد. به‌طور نمونه، گره چاهک می‌تواند به عنوان دروازه شبکه حسگر به یک شبکه بیرونی متصل باشد. در یک روش دیگر می‌توان گره‌های چاهک مختلف را به شکل یک کمربند ارتباطی به هم متصل کرد و این کمربند را با استفاده از یک دروازه به شبکه‌های بیرونی متصل کرد.

#### لایه انتقال
این لایه به‌طور ویژه هنگامی مورد نیاز خواهد بود که قصد داشته باشیم شبکه را به شبکه اینترنت یا سایر شبکه‌های بیرونی متصل کنیم]۶[. پروتکل TCP با مکانیزم پنجره انتقال فعلی خود، با بسیاری از ویژگی‌های محیط شبکه حسگر سازگاری دارد. برای ارتباط با سایر شبکه‌ها، مکانیزمی مثل مکانیزم مورد استفاده درTCP برای قطعه قطعه کردن داده مورد نیاز است.
در این رویکرد، اتصالات TCP در گره‌های چاهک پایان می‌یابند و یک پروتکل لایه انتقال ویژه می‌تواند ارتباطات میان گره چاهک و گره‌های حسگر  مدیریت کند. در نتیجه، ارتباط میان کاربر و گره چاهک به وسیلهٔ UDP یا TCP از طریق اینترنت یا ماهواره قابل انجام است. از سوی دیگر، ارتباط میان گره چاهک و گره‌های حسگر می‌تواند کاملاً مبتنی بر UDP باشد چراکه هر گره حسگر حافظه محدود در اختیار دارد.
برخلاف پروتکل‌هایی مانند TCP، ارتباطات انتها به انتها  در شبکه‌های حسگر مبتنی بر آدرس دهی  را سری نیست. در شبکه‌های حسگر نامگذاری مبتنی بر صفات می‌بایست برای تعیین مقصد بسته‌های داده استفاده شود. نامگذاری مبتنی بر صفات در قسمت‌های قبل معرفی شد. فاکتورهایی از قبیل مصرف نیرو و مقیاس  پذیری و ویژگی‌هایی مثل مسیریابی داده- محوری نیاز به ارائه مدیریت متفاوتی در لایه انتقال را قوت می‌بخشند.